# Đội tuyển bóng chuyền nam quốc gia Bồ Đào Nha

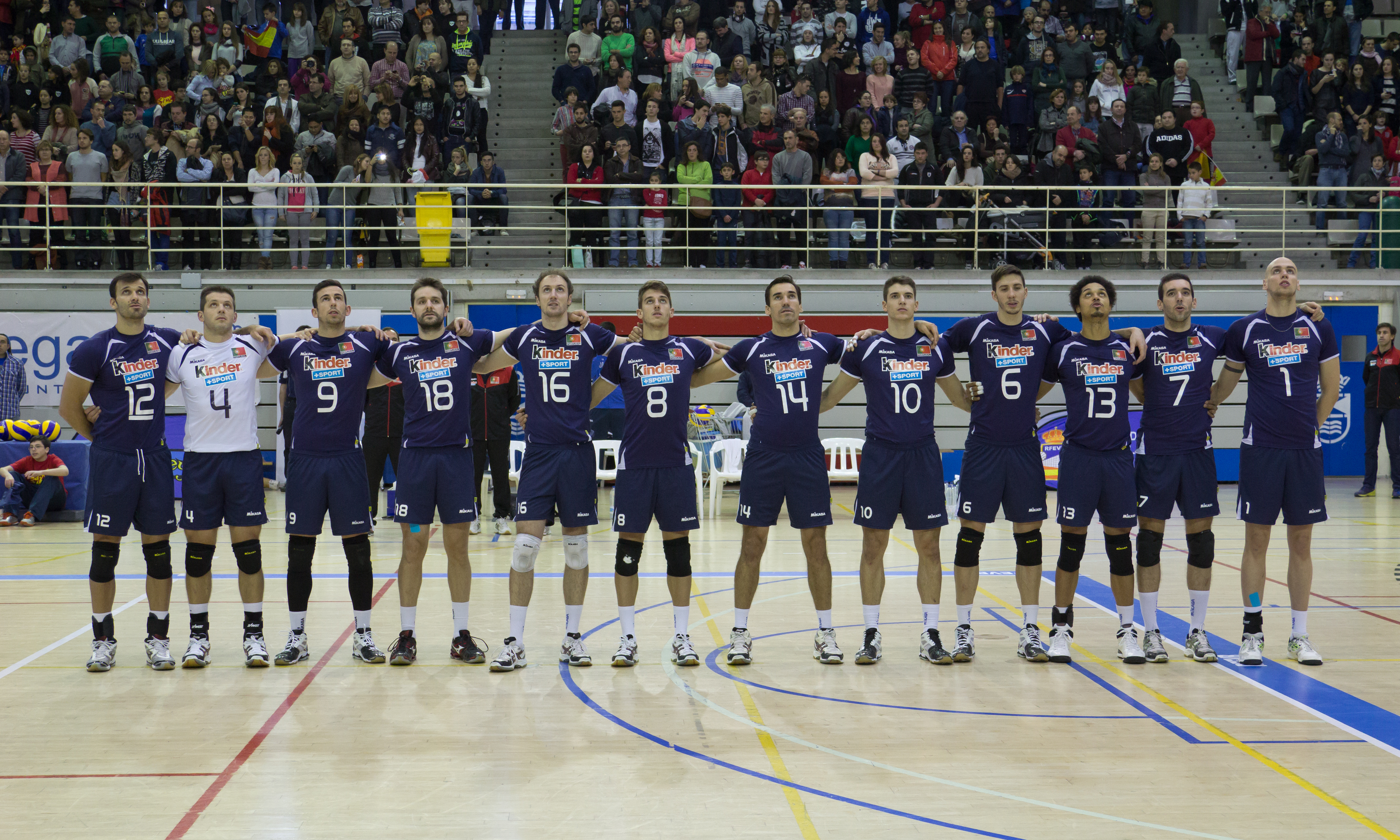
Đội tuyển quốc gia vào tháng 12 năm 2013

Đội tuyển bóng chuyền nam quốc gia Bồ Đào Nha là đội bóng đại diện cho Bồ Đào Nha tại các cuộc thi tranh giải và trận đấu giao hữu bóng chuyền nam ở phạm vi quốc tế.

## Thành tích

### Thế vận hội Mùa hè
- 1964 – 2016 – Không đủ điều kiện

### Giải vô địch thế giới
- 1949 – 1952 – Không tham gia
- 1956 – Vị trí thứ 15
- 1960 – 1994 – Không tham gia
- 1998 – Không đủ điều kiện
- 2002 – Vị trí thứ 8
- 2006 – 2014 – Không đủ điều kiện

### Cúp thế giới
- 1965 – 1977 – Không tham gia
- 1981 – 2011 – Không đủ điều kiện

### World Grand Champions Cup
- 1993 – 2013 – Không tham gia

### World League
- 1990 – 1998 – Không tham gia
- 1999 – Vị trí thứ 12
- 2000 – Không tham gia
- 2001 – Vị trí thứ 13
- 2002 – Vị trí thứ 13
- 2003 – Vị trí thứ 13
- 2004 – Vị trí thứ 12
- 2005 – Vị trí thứ 5
- 2006 – Vị trí thứ 13
- 2007 – 2010 – Không tham gia
- 2011 – Vị trí thứ 14
- 2012 – Vị trí thứ 16
- 2013 – Vị trí thứ 17
- 2014 – Vị trí thứ 13
- 2015 – Vị trí thứ 18
- 2016 – Vị trí thứ 14
- 2017 – Vị trí thứ 22

### European Championship
- 1948 – Vị trí thứ 4
- 1950 – Không tham gia
- 1951 – Vị trí thứ 7
- 1955 – 1975 – Không tham gia
- 1977 – 2003 – Không đủ điều kiện
- 2005 – Vị trí thứ 10
- 2007 – 2009 – Không đủ điều kiện
- 2011 – Vị trí thứ 14
- 2013 – 2015 – Không đủ điều kiện

### European League
- 2004 – 2006 – Không tham gia
- 2007 – Vị trí thứ 2
- 2008 – Vị trí thứ 8
- 2009 – Vị trí thứ 3
- 2010 – Vô địch
- 2011 – 2016 – Không tham gia

## Danh sách thành viên hiện tại
Dưới đây là danh sách các thành viên đội tuyển nam quốc gia Bồ Đào Nha tham dự World League 2017.
Huấn luyện viên chính: Hugo Silva
| Stt. | Tên                      | Ngày sinh            | Chiều cao           | Cân nặng       | Nhảy đập        | Nhảy chắn       | Câu lạc bộ năm 2016–17    |
| ---- | ------------------------ | -------------------- | ------------------- | -------------- | --------------- | --------------- | ------------------------- |
| 1    | Marcel Keller Gil        | 8 tháng 5 năm 1990   | 2,08 m (6 ft 10 in) | 94 kg (207 lb) | 352 cm (139 in) | 332 cm (131 in) | Craiova                   |
| 2    | Simão Moreira            | 11 tháng 3 năm 1998  | 1,80 m (5 ft 11 in) | 65 kg (143 lb) | 298 cm (117 in) | 280 cm (110 in) | José Moreira              |
| 3    | Afonso Guerreiro         | 28 tháng 12 năm 1994 | 1,97 m (6 ft 6 in)  | 70 kg (150 lb) | 319 cm (126 in) | 300 cm (120 in) | Fonte do Bastardo         |
| 4    | Filip Cveticanin         | 19 tháng 6 năm 1996  | 1,99 m (6 ft 6 in)  | 90 kg (200 lb) | 320 cm (130 in) | 310 cm (120 in) | Castêlo da Maia           |
| 5    | Marco Ferreira           | 4 tháng 10 năm 1987  | 2,02 m (6 ft 8 in)  | 94 kg (207 lb) | 359 cm (141 in) | 337 cm (133 in) | Espinho                   |
| 6    | Alexandre Ferreira (C)   | 13 tháng 11 năm 1991 | 2,02 m (6 ft 8 in)  | 87 kg (192 lb) | 361 cm (142 in) | 346 cm (136 in) | Calzedonia Verona         |
| 7    | Ivo Casas                | 21 tháng 9 năm 1992  | 1,80 m (5 ft 11 in) | 71 kg (157 lb) | 290 cm (110 in) | 278 cm (109 in) | Benfica                   |
| 8    | Tiago Violas             | 27 tháng 3 năm 1989  | 1,93 m (6 ft 4 in)  | 82 kg (181 lb) | 326 cm (128 in) | 303 cm (119 in) | Benfica                   |
| 9    | João Simões              | 11 tháng 6 năm 1986  | 1,94 m (6 ft 4 in)  | 85 kg (187 lb) | 325 cm (128 in) | 315 cm (124 in) | Espinho                   |
| 10   | Phelipe Martins          | 2 tháng 3 năm 1991   | 2,01 m (6 ft 7 in)  | 91 kg (201 lb) | 307 cm (121 in) | 289 cm (114 in) | Caldas                    |
| 11   | João Oliveira            | 31 tháng 7 năm 1995  | 1,96 m (6 ft 5 in)  | 80 kg (180 lb) | 330 cm (130 in) | 318 cm (125 in) | Vitória                   |
| 12   | Lourenço Martins         | 30 tháng 4 năm 1997  | 1,95 m (6 ft 5 in)  | 78 kg (172 lb) | 308 cm (121 in) | 298 cm (117 in) | Castêlo da Maia           |
| 13   | Valdir Sequeira          | 22 tháng 11 năm 1981 | 1,96 m (6 ft 5 in)  | 86 kg (190 lb) | 351 cm (138 in) | 344 cm (135 in) | Prievidza                 |
| 14   | Bruno Cunha              | 18 tháng 8 năm 1997  | 1,93 m (6 ft 4 in)  | 90 kg (200 lb) | 320 cm (130 in) | 308 cm (121 in) | Vitória                   |
| 15   | Miguel Tavares Rodrigues | 2 tháng 3 năm 1993   | 1,92 m (6 ft 4 in)  | 68 kg (150 lb) | 315 cm (124 in) | 293 cm (115 in) | Tourcoing Lille Métropole |
| 16   | Manuel Meirinho          | 22 tháng 9 năm 1999  | 2,04 m (6 ft 8 in)  | 97 kg (214 lb) | 330 cm (130 in) | 320 cm (130 in) | Bragança                  |
| 17   | João Fidalgo             | 2 tháng 11 năm 1986  | 1,72 m (5 ft 8 in)  | 67 kg (148 lb) | 307 cm (121 in) | 285 cm (112 in) | São Mamede                |
| 18   | Frederico Santos         | 16 tháng 9 năm 1997  | 1,87 m (6 ft 2 in)  | 63 kg (139 lb) | 314 cm (124 in) | 296 cm (117 in) | São Mamede                |